# Abraham Israel van Lier

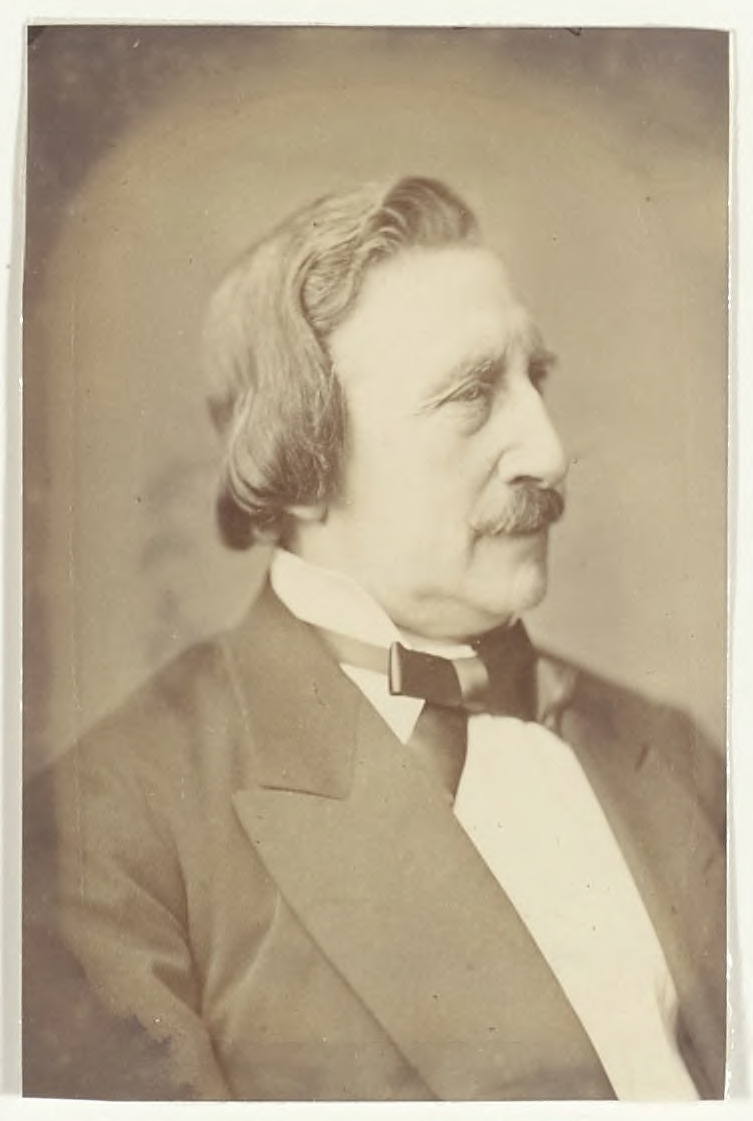
Abraham Israel van Lier rond 1880

Abraham Israel van Lier (Amsterdam, 2 november 1812 – aldaar, 7 januari 1887) was een Nederlands toneelacteur en theaterdirecteur.

## Biografie
Abraham van Lier werd geboren als zoon van Israël Joseph van Lier en Fijtje Abraham van Winter. Het Nationale Militie signalement geeft aan dat hij in 1831 een el, zes palm, twee duim en drie streek (162,3 cm) lang was. Zijn "aangezigt rond, voorhoofd: breed, oogen: blaauw, neus: gebogen, mond: klein, kin: spits, haar: donkerbruin, wenkbraauwen idem en hij had geen merkbare teekenen". Hij hoefde niet te dienen vanwege broederdienst. Op school bleek hij op diverse gebieden uit te blinken en was hij in veel zaken geïnteresseerd. Zo gaf hij op jonge leeftijd dansles, was hij klarinettist in een orkest, chirurgijn, en mede-eigenaar van een lithografisch bedrijf.
Na een aantal jaren raakte hij geboeid door het toneel. Hij werkte achtereenvolgens met de komiek Nathan Judels en later in Rotterdam met Eduard Bamberg. Enkele jaren later trad hij op in de Amsterdamse Stadsschouwburg en in de salon van Boas en Judels in de Amstelstraat. Hier speelde hij samen met zijn vrouw Leentje de Jong (1823-1882), dochter van Levij Salomon de Jong en Saartje de Swarte. Hij trouwde met haar in 1845. Abraham en zijn vrouw Leentje, roepnaam Helena, kregen zes kinderen Isouard, Sophia, Joseph, Lion, Fannij Sara en Joseph. Twee kinderen, Sophia en de eerste Joseph, overleden vrij snel na hun geboorte.
In 1852 kocht Van Lier de Hoogduitse Schouwburg in de Amstelstraat. Hij noemde het theater het Grand Théâtre des Variétés dat later werd ingekort tot Grand Théâtre. Hij vormde aanvankelijk samen met Jan Andries Schoeman het bestuur van het Théâtre. In 1855 hieven ze hun vennootschap op. Van Lier was ook eigenaar van het Zomertheater op de Stadhouderskade bij het Vondelpark en van een Schouwburg aan de Plantage Franschelaan (de huidige Henri Polaklaan). Om het verbod op toneelvoorstellingen op zondag te omzeilen richtten Judels en Van Lier een vereniging op, die ook op zondag besloten voorstellingen aan de leden mochten geven. Deze truc maakte het hen ook mogelijk toneelstukken op te voeren die door de censuur waren afgekeurd.
Van Lier overleed na een lang ziekbed, 74 jaar oud, op 7 januari 1887 in zijn huis aan de Amstelstraat 21, in zijn geboortestad. Zijn begrafenis vond drie dagen later plaats op de Joodse begraafplaats in Muiderberg. Na zijn overlijden werd op 10 maart 1887 de nagelaten boedel geïnventariseerd en verdeeld tussen zijn in leven zijnde kinderen, Isouard, Lion, Fannij en Joseph. Het Grand Théâtre werd onder leiding van zijn drie zonen voortgezet.

## Familie
- Pianiste en zangeres Rachel van Lier was een nichtje van hem.